# A Világ Ura
A Világ Ura (Maître du Monde) Jules Verne fantasztikus regénye, amely először a Magasin d'Éducation et de Récréation folyóiratban jelent meg folytatásban 1904. július 1. és december 15. között, majd 1904. november 15-én Párizsban Pierre-Jules Hetzel adta ki könyv formában. Ez a könyv két évtizeddel korábban írt Hódító Robur (1886) regénynek a folytatása.

## Tartalom
Az Egyesült Államokban félelmetes jármű tűnik fel, nem is egy, hanem négy. Az egyik szárazföldön hagy maga mögött mindenkit és minden eszközt, a másik vízen, a harmadik levegőben. És egy tavon bekövetkező jelenségek oka egy vízalatti eszköz lehet. Viszont nincs magyarázat egy megközelíthetetlen, volt vulkáni kráterből időnként felcsapó tűzre, füstre. John Strock nyomozó feladata megmagyarázni a megmagyarázhatatlant.
|  | Alább a cselekmény részletei következnek! |

Az Appalache-hegység egyik csúcsáról, egy volt vulkáni kráterből füst száll fel, néha lángokat is látni. A környék kitöréstől retteg. Ward rendőrfőnök John Strock nyomozót bízza meg, hogy derítse fel a krátert. Strock három társával megmássza a hegyet, de nem sikerül rálátnia a kráterre, a Nagy Sasfészekre, az azt körbevevő sziklafal megmászhatatlan, rés sincs rajta.
A wisconsini Madisonban autóversenyt szerveznek, a táv 320 km. A 130-140 km/h sebességre képes versenyautókat azonban egy ismeretlen autó nagyon megveri, a tempója kétszáz körüli. A környező államokban már korábban észlelt autó a cél Milwaukee-nál nyomtalanul eltűnik.
Új-Anglia partjainál a vízen egy gyorsan mozgó hajót észlelnek, amelyet a haditengerészet gőzösei sem képesek befogni. Több újság nem is emberi alkotásnak, hanem tengeri szörnynek vélik a jelenséget.
Strock nyomoz az autó és a tengeri jelenség kapcsán is, de a nyomozás egy helyben topog. Egy Strocknak küldött levél ad lendületet a nyomozásnak, amelyben egy V. U. aláírású személy óva inti Strockot, hogy behatoljon a Nagy Sasfészekbe. A levél kézhez vételét követően Strock észreveszi, hogy két férfi folyamatos megfigyelés alatt tartja.
A kansasi Kirdall-tóban megmagyarázhatatlan jelenséget figyelnek meg. A víz váratlanul örvénylik, egy hajó ott ütközik sziklának, ahol a tó igen mély.
Strock összeköti a pontokat, feltételezi, hogy az automobil, a hajó és a tengeralattjáró egyetlen jármű.
A kormány is hasonló következtetésre jut, az újságokban megfogalmazott közleményben szólítja fel a találmány tulajdonosát, hogy jelentkezzen a rendőrségen, hogy megvásárolhassák a járművet. Sikertelenül. A jármű tulajdonosa levélben válaszol, a levelet az újságok is lehozzák.
A levélíró kijelenti, hogy nem adja át a találmányát, nem egyezkedik. Nincs az a pénz, ami meggyőzné. A levelet A Világ Ura-ként írja alá, a járművét Rém-nek nevezi.
Az állam ezt kvázi hadüzenetnek tekinti, „Eleve jóváhagyunk minden olyan intézkedést, amelynek eredménye a gépnek és személyének a pusztulása lehet.“
Az Erie-tó csücskében, a Black Rock öbölben sikerül kifigyelni a keresett járművet. Strockéknak majdnem sikerül elfogniuk a Rém-et és legénységét, de a kirobbanó lövöldézésben Strockot rabolják el és viszik a Rém fedélzetére. A háromfős legénység semmibe veszi Strockot, aki hiába próbál tőlük bármilyen kérdésére feleletet kapni.
Napokon át haladnak az Erie tavon Buffalo felé. Már majdnem elérik a várost, amikor két hadigőzös veszi üldözőbe a Rém-et, a Niagara-vízesés felé szorítva. Strock egyre inkább aggódik az életéért, az utolsó pillanatban a vízbe vetné magát, mintsem a Rémmel a vízesésbe zuhanjon. Kabinjába kényszerítik, amikor ébred, a Rém a Nagy Sasfészekben áll, ez a búvóhelye.
Storck végre szembekerül a Rém kapitányával, akiben felismeri az egyik férfit, aki megfigyelte.
- Ön pedig... a Világ Ura?
- Az egész világé, amely már egyszer megbizonyosodhatott arról, hogy a legnagyobb hatalom birtokosa vagyok!
- Ön?! - kiáltottam fel meglepetten.
- Én... - válaszolta, és gőgösen kiegyenesedett. - Én... Robur... A Hódító Robur!
A Rém felszáll, Strock kényszer hatására a fedélzeten. A Rém a Mexikói-öböl fölé ér. Hatalmas vihar támad, amibe Robur, ahelyett hogy kikerülné vagy fölé emelkedne, belerepül. Egy villám találja el a Rémet.
Strockot egy gőzös menti ki, Roburról és társairól azóta sem hallottunk.
|  | Itt a vége a cselekmény részletezésének! |

## Fejezetek
1. fejezet Mi történik a Kék-hegységben?
2. fejezet Morgantonban
3. fejezet A Nagy Sasfészek
4. fejezet Az Automobil Klub versenye
5. fejezet Új-Anglia partjai körül
6. fejezet Az első levél
7. fejezet Harmadszorra
8. fejezet Mindenáron
9. fejezet A második levél
10. fejezet Törvényen kívül
11. fejezet Nyomozunk
12. fejezet A Black Rock-öböl
13. fejezet A Rém fedélzetén
14. fejezet A Niagara
15. fejezet A Sasfészek
16. fejezet Hódító Robur
17. fejezet A törvény nevében!
18. fejezet Az öreg Gradé az utolsó szó

## Értékelés
„Sokkal szívesebben fogadjuk a reminiszcenciákat, ha az új regény egy réginek elejtett fonalát nyíltan, szemünk láttára veszi föl. A világ ura, aki a Sziklás-hegység sasfészkében az automobil, a motorcsónak s a repülőgép hármas feladatát egy géptestben oldotta meg, nem is lehet más, mint Verne legmerészebb feltalálója: Robur, a mérnök. De ez a Robur már nem a régi, bár jelleme a régi Robur vérmérsékletéből szervesen nőtt ki. Gépének neve nem Albatros már, hanem Rémület. Gőgje és mizantrópiája a világ urává, zsarnokává teszi; lázadó lett, mint az a Verne-hős, aki az oeuvre elején bukott el, s azóta nem ütötte fel a fejét. Robur őrült, mint Maitre Zacharius, s pusztulása jelképi erejű: a villámok közé emelkedik, s a dac magaslatáról hull a mélységbe. A végső ábránd tragikus erővel hangsúlyozza a verne-i leckét a tudomány alázatosságáról.”

– Hankiss János

## Szereplők
- Ward, rendőrfőnök
- John Strock, rendőr nyomozó
- Elias Smith, Morganton polgármestere
- Harry Horn, Pleasant-gardeni lakos
- James Bruck, Pleasant-gardeni lakos
- Grad, Strock házvezetőnője
- John Hart, illinosi rendőr
- Nat Walker, massachusettsi rendőr
- Arthur Wells, nyomozó
- Robur, a Rém kapitánya
- Tom Turner, a Rém másodkapitánya

A tizenhatodik fejezetben Verne elmondja a Hódító Robur regény történetét, a csak ott említett szereplők nem találhatók meg a fenti felsorolásban.

## Érdekességek
- A Nagy Sasfészekhez hasonló megközelíthetetlen menhelyről olvashatunk A francia zászló (1896, Face au drapeau) Verne-regényben.

- A versenyre sok kocsi nevezett be - a legjobb márkájúak -, és a szabályok értelmében bármilyen rendszerű motor indulhatott. A díjakért motorkerékpárok is versenyezhettek az autókkal. Részt vesznek a versenyben a Hurter és Dietrich cég motorkerékpárjai, a Gobron és Brillé, a Renault testvérek, a Richard-Brasier, a Decauville, a Darracq, az Adler, a Bayard, a Clément, a Chenard és Walker gyárak könnyű kocsijai, a Gillet-Forest, a Harward-Watson gyárak autói, a Mors, a Mercedes, a Charron-Girardot-Voigt, a Hotchkiss, a Panhard-Levassor, a Dion-Bouton, a Gardner-Serpollet, a Turcat-Méry, a Hirsehler és Lobano gyárak nagy autói, vagyis minden nemzet kocsijait megtalálhatta ott a néző.[4]

- Verne jegyzetei között található feljegyzés az 1897. április 17-én történt UFO-észlelésről. A texasi Auróra egyik farmjába csapódott egy ismeretlen repülő tárgy.[5][6] Az esemény állítólag a pilóta halálához vezetett. A pilóta "nem ebből a világból" volt.[7] A pilótát az Aurora temetőjében temették el.[8] A sírt jelölő követ eltávolították.

- Az újságok külön felhívták a figyelmet egy érdekes körülményre: az utak makadámburkolatát a jármű kerekei alig kezdték ki, nem hagyott maga után olyan mély keréknyomot, mint a nehéz járművek. Csak halvány nyom maradt utána, mintha éppen csak érintette volna az utat. A porfelhőt tehát kizárólag a nagy sebesség okozta. "Ennek alapján azt kell hinnünk - jegyezte meg a New York Herald -, hogy a sebesség növekedésével csökken a nehézkedés!“[4]

- A regény 1903 nyarán játszódik, ezt bizonyítja a következő idézet: Vajon nem kell-e a környéken olyan borzalmas kitörésektől és pusztításoktól tartani, mint a Krakatoa vagy a Mont Pelée környékén?

- Verne a regényben szabadon kezelte a földrajzi helyszíneket. A Nagy Sasfészek az  Észak-karolinai Morgantonban található. A Verne a Nagy Sasfészekként a Mount Airy hegyre hivatkozik, ami ugyan Észak-Karolinában található, de száz kilométerrel arrébb.

- Kevesen ismerik a Kirdall-tavat, amely Kansas államban terül el, Topekától, az állam fővárosától nyugatra nyolcvan mérföldnyi távolságban.[9] Ez a tó nem létezik.

- …senki nem tudta, milyen motor hajtja ezt a masinát. A megfigyelések alapján csak annyi volt bizonyos, hogy nem hagy maga után sem füstöt, sem gőzt, sem benzintől, sem másféle ásványi olajtól származó szagot. Így arra a következtetésre jutottak, hogy a motorját elektromos energia hajtja, és akkumulátoraiban olyan folyadék van, amely sohasem merül ki.[4] Ahogy a Hódító Roburban, Verne itt sem pontosítja, mi is a Rém működési elve, ám ez egy írótól nem is várható el. Ami érdekes, amíg az írás ideje a belső égésű motorokkal felszerelt autók diadalmasan fejlődési korszaka, Verne ismét - Nemo kapitány, Az úszó sziget - a villamos energiára támaszkodik.

- 1867. március 26-án Jules Verne és testvére, Paul gőzössel Liverpoolból New Yorkba utazott másik 123 utas társaságában. Amerikába április 9-én érkeztek meg, átélve egy hatalmas vihart. A két testvér április 12-én járt a Niagara vízesésnél. Még ugyanebben az évben (vélhetően tavasszal) visszatértek a Great Eastern fedélzetén Brestbe, az út tizenkét napig tartott a 193 utasnak. Ez volt Verne egyetlen útja az Újvilágba. Az utazás hatására (is) írta Az úszó város regényét. Az ebben a regényben szereplő leírás Buffalóról, az Erie-tóról és a Niagara-vízesésről így saját tapasztalatán alapul. Amikor április 12-én Buffalóban tartózkodtak, az Erie-tó egész felszínét jég borította.[10]

## Magyar kiadások
A magyar kiadók gyakran az előzmény regénnyel, a Hódító Roburral egy kötetben jelentették meg A Világ Ura regényt.
- A világ ura, fordította: Gábor Andor, Franklin Irodalmi és Nyomdai Rt., Budapest 1906[11]
- A világ ura, fordította: Tábori Kornél, Sándor János, Nova Irodalmi Intézet, Budapest, 1943[12]
- A világ ura, fordította: Badics László, illusztrálta: Szász Endre Ifjúsági, Budapest, 1957[12]
- Hódító Robur - A világ ura, Móra Könyvkiadó, 1982
- A világ ura, fordította: Hársing Lajos, illusztrálta: Sárkány Győző, Unikornis, Budapest, 1998, ISBN 9634272231[12]
- A világ ura, képregény, Ventus Libro Kiadó, 2011, ISBN 978-963-99-2655-4, 72 oldal színes rajzokkal, a borító szerint átdolgozta Dale Meitam, rajzolta: Suresh Digwal.[13]

## Feldolgozás
- Master of the World címmel készült film 1961-ben az Egyesült Államokban, mely alapként használta Verne művét. A rendező William Witney volt, a főbb szerepeket Henry Hull, Charles Bronson és Vincent Price játszották. A történet szerint 1868-ban egy amerikai tudóst és csapatát a fanatikus pacifista Robur túszul ejt, aki az Albatross léghajóját a földi katonai célok elpusztítására használja.[14] A film címét a regény folytatása – A Világ Ura – adja, a történetet a Hódító Robur regény.